# Shigella
Shigella is een bacteriegeslacht dat de veroorzaker is van dysenterie en bloederige diarree. De besmetting ontstaat door persoon-persoon contact, ook via voedsel of water dat besmet is of via tussenliggende voorwerpen. Er is relatief weinig Shigella nodig om ziekte te veroorzaken bij de mens. De bacterie is redelijk maagzuurbestendig en komt dus gemakkelijk via de maag in de darmen.
Shigella is vernoemd naar de Japanse bacterioloog K. Shiga, die het eerst Shigella dysenteriae ontdekte. Shigella-soorten zijn nauw verwant met Escherichia coli; hun genetisch materiaal is zelfs onderling uitwisselbaar. Zij kunnen met elkaar een genetische recombinatie ondergaan en zijn gevoelig voor dezelfde bacteriofagen. Het verschil tussen beiden berust op hun verschillend ziektebeeld bij voedselinfectie.
Shigella komt als besmetting voor in de darmen van mensen en hogere apen. Genezing van besmettingen met Shigella door toediening van bacteriofagen wordt in wetenschappelijke artikelen uitvoerig gedocumenteerd.
Bij alle Shigella-soorten komen na autolyse toxinen vrij die tot het ziektebeeld bacillaire dysenterie bijdragen.
Bij de mens komen de volgende soorten voor:
- Shigella boydii (vernoeming naar Boyd)
- Shigella dysenteriae (ergste vorm, die vooral in ontwikkelingslanden voorkomt)
- Shigella flexnerii (vernoeming naar Flexner)
- Shigella sonnei (vernoeming naar Sonne, mildste vorm die vooral in geïndustrialiseerde landen voorkomt)

Deze soorten worden op grond van hun biochemische eigenschappen ingedeeld.